# Oevaang Oeray
Johanes Chrisostomus Oevaang Oeray (18 tháng 8 năm 1922 – 17 tháng 7 năm 1986) là chính trị gia người Indonesia. Ông là Thống đốc Tây Kalimantan từ năm 1960 đến năm 1966; ông là người dân tộc Dayak đầu tiên giữ chức vị này.
Oevaang Oeray là người sáng lập Đảng Thống nhất Dayak, đảng này đã tham gia cuộc bầu cử ở Indonesia năm 1955. Ông là người kiên định ủng hộ tự do tôn giáo và tách biệt giáo hội và chính phủ.

## Tiểu sử
Oevaang Oeray sinh ra ở Kedamin, Kapuas Hulu, vào ngày 18 tháng 8 năm 1922. Ông là con út trong gia đình Ledjo và Hurei, nông dân Dayak và công nhân cao su.
Năm 1959, Oevaang được ủy ban lập pháp tỉnh chọn với tư cách Thống đốc Tây Kalimantan. Điều này được Tổng thống Sukarno phê chuẩn với Sắc lệnh Tổng thống 465/1959, ngày 24 tháng 12 năm 1959. Nhiệm kỳ của Oevaang kéo dài từ ngày 1 tháng 1 năm 1960 đến ngày 12 tháng 7 năm 1966. Nhờ vào sự thành công của Đảng Thống nhất Dayak, ông nhận được 146.054 phiếu bầu trong cuộc bầu cử lập pháp năm 1955, dẫn đến việc những người không phải người Dayak cáo buộc ông theo chủ nghĩa gia đình trị, chỉ chọn những người dân tộc Dayak làm việc cho chính phủ và vì thế phân chia tỉnh thành các ranh giới dân tộc.
Năm 1964, Chuẩn tướng Soepardjo, chỉ huy Đội Chiến đấu IV Mandala Siaga, nắm quyền kiểm soát quân sự hoàn toàn đối với tỉnh. Ông rời khu vực này vào năm 1965 sau khi nhận một lá thư từ vợ mình và được thay thế bởi A. J. Witono, người đã chiến đấu chống lại quân du kích dọc biên giới Sarawak. Oevaang Oeray góp phần ủng hộ chính trị cho Winoto.
Vì Oevaang Oeray là người thân cận với Tổng thống Sukarno/Soekarnois, sau Phong trào 30 tháng 9 sát hại sáu tướng lĩnh ở Jakarta, Oevaang Oeray bị cáo buộc có liên quan đến Đảng Cộng sản Indonesia. Mặc dù Oevaang Oeray là một người theo cánh tả, nhưng ông không phải là người ủng hộ Đảng Cộng sản. Nhiều người Dayak sắc tộc khác bị buộc tội là người ủng hộ cộng sản trong thời gian này.
Ngày 12 tháng 7 năm 1966, Bộ trưởng Nội vụ Basuki Rahmat cách chức Oevaang Oeray, kế nhiệm ông là Trung tá Soemadi. Thời điểm này còn hơn hai tháng nữa là nhiệm kỳ hết hiệu lực, căn cứ trên Sắc lệnh số UP.12/2/43-912 ngày 12 tháng 7 năm 1966. Soemadi được bổ nhiệm lại vào năm 1967.

## Di sản
Chính phủ Tây Kalimantan tuyên dương Oeray và Djeranding Abdurrahman như là Anh hùng Dân tộc, nhưng kể từ tháng 7 năm 2012 danh hiệu này vẫn không được công nhận. Đề xuất này nhận được sự ủng hộ từ lãnh đạo của Hội nghị Hiệp thương Nhân dân Hajriyanto Y Thohari.